# Humanity+
Humanity+ (також Humanity Plus; раніше Всесвітня асоціація трансгуманістів) — це некомерційна міжнародна освітня організація, яка виступає за етичне використання технологій і наукових досліджень для удосокналення людини. 
Удосконалення людини, за їх баченням, включає здоров’я фізіологічних і неврологічних функцій, на які впливають старіння та хвороби, екологічне здоров’я та благополуччя й добробут всіх форм життя, а також майбутні досягнення більш людяного людства. 
Сфера активності Humanity+ включає:
- Продюсування конференцій та самітів.
- Інкубація стратегій передбачення для суспільства, культури та майбутнього.
- Спонсорські призи.
- Забезпечення освіти щодо здорового довголіття, екології та різноманітності.

Організація була названа, щоб ототожнювати себе зі значенням більше, ніж людське, поза умовами, які гальмують інтелект, і спрямовано на більш скромну, творчу та людяну людяність. Спочатку він був задуманий для охоплення трансгуманістів у всьому світі.

## Лідерство
Humanity+ — це 501(c)(3) некомерційна міжнародна освітня організація з членством, радою директорів і виконавчим директором. До нинішньої ради директорів входять голова Бен Герцель, віце-голова Жозе Кордейро, секретар Нелл Вотсон, скарбник Емі Лі, юридичний радник Пол Шпігель, Габріель Ротблатт і Дідьє Кернель.
Керівництвом Humanity+ є її виконавчий директор Наташа Віта-Мор, яка керує прогнозуванням і баченням організації, стратегіями прийняття рішень, координацією правління та щоденними операціями.

## Історія
Humanity+, Inc. виникла як організація під назвою Всесвітня асоціація трансгуманістів. У 1998 році Ніком Бостромом і Девідом Пірсом була заснована Всесвітня асоціація трансгуманістів (WTA). У 2002 році її було зареєстровано як некомерційну корпорацію 501(c)(3). WTA почала працювати над визнанням трансгуманізму як законного предмета наукових досліджень і державної політики, а також для розширення академічної присутності, вже створеної Extropy Institute, у сферах інформатики, штучного інтелекту, нанотехнологій і філософії.
На початку свого заснування представники WTA вважали, що соціальні сили можуть підірвати їхні футуристичні бачення та потребують вирішення. Особливе занепокоєння викликає рівний доступ до технологій удосконалення людини за різними класами та кордонами.
У 2006 році Вільям Салетан повідомив про політичну боротьбу у Всесвітній асоціації трансгуманістів, яка спалахнула в 2004 році переважно між лібертаріанськими правими та ліберальними лівими, що призвело до лівоцентристської позиції, яка продовжувала поляризувати політику під керівництвом колишнього виконавчого директора Джеймса Хьюза.
У 2008 році в рамках ребрендингу WTA змінила своє керівництво та ребрендинг своєї корпоративної назви на «Humanity+», щоб відмежуватися від політичних потрясінь, створити більш гуманний образ і включити більш різноманітне вираження трансгуманізму. Офіційна зміна назви була подана до Державного секретаря, а її статути були змінені в 2011 році.
Протягом останніх двох десятиліть керівництво Humanity+ працювало над тим, щоб більше включити різноманітні ідеологічні, політичні та релігійні погляди, які підтримують його місію, а також різні етнічні групи, сексуальні погляди та інші позиції, які можуть викликати упередження та упередження. Воно стало менше зосереджуватися на політиці і більше зосереджуватися на довголітті, соціальних питаннях, включаючи різноманітність і множинність, більших проблемах, що стосуються екосистеми. За останні два десятиліття були розроблені конференції під назвами H+ Summit і Humanity+ @ Beijing, Harvard,  Parsons The New School of Design і Caltech.  2020 H+ Summit 2020 був віртуальним онлайн-заходом, на якому були присутні понад 3000 людей. Humanity+ продовжує виступати співорганізатором і спонсором глобальних конференцій TransVision.

## Програми та заходи

### Конференції та саміти
Конференції Humanity+, H+ Summit і TransVision проводяться по всьому світу. У 2011 році приймав місто Нью-Йорк, у 2012 році – Сан-Франциско, у 2018 році – Пекін, у 2019 році – Лондон, у 2021 році – Мадрид.

### Інкубація стратегій передбачення для суспільства, культури та майбутнього
Академія H+, заснована у 2020 році, — це можливість зустрітися зі світовими проблемами разом із провідними мислителями ШІ, філософії, економіки, науки та мистецтва на, зокрема, такі теми: «Ідучи в meta з мозком», «Покращення мозку та права», «Економіка майбутнього» та «Світогляд і культура майбутнього». 
Трансгуманістичні дослідження – це освітня програма, яка спонсорується за нефінансової підтримки Humanity+. Програма запустила свій перший курс у 2021 році «Вступ до трансгуманізму». Програма вивчає основні ідеї щодо еволюції людини, соціальних змін, нових технологій, наук про довголіття, здорової екології та майбутнього потенціалу людства, який охоплює науку, технології, філософію, етику та мистецтво, щоб розробити практичний підхід, що реагує на зміни які відбуваються.
«Humanity+», як організація під новим брендом, запустила журнал H+ Magazine, щоквартальний журнал про трансгуманістичні новини та ідеї, який відтоді кілька разів змінював свою організацію, керівництво та формат. Журнал випустив п’ять номерів з 2008 по 2009 рік,  кожен випущений як цифрове видання на основі PDF, і один також випущений як друковане видання, доступне в роздрібних магазинах. Видавець змінився з Humanity+ на Betterhumans LLC, починаючи з другого випуску, а RU Sirius був редактором усіх п’яти випусків. У 2010 році, коли R.U. Sirius залишився редактором, журнал перетворився на єдине веб-видання, яке не базується на повних випусках, а його видавця повернули на Humanity+. Серед відомих учасників були Майкл Муркок, Руді Ракер, Вуді Еванс, Джон Ширлі, Джеймс Хьюз і Дуглас Рашкофф. 
Журнал H+ більше не активно публікує статті і тепер є архівом статей, написаних про майбутнє.

### Призи
Премію Uplift Prize започаткували в 2013 році переможцем Квентіном Харлі за його машину «Морган».
Премія H+ Essay Prize була започаткована у 2018 році під назвою «Взаємовигоди блокчейну та трансгуманізму» з трьома переможцями.
H+ Video Prize включав три призи, серед яких «Пробудження» посіла перше місце.
Премія H+ Innovator Award була започаткована у 2021 році, щоб вивчити нашу спільноту та відзначити ідеї та проекти, які заохочують соціальні зміни та створюють унікальні оповіді. Переможців було три: Стів Хілл – lifespan.io; Дінора Делфін – журнал Immortalists Magazine; і Мірко Раньєрі – Google AR.

### Навчання довголіттю, екології та різноманітності
1. підтримувати обговорення та обізнаність громадськості про нові технології;
2. захищати право людей у вільних і демократичних суспільствах використовувати технології, які розширюють людські можливості;
3. передбачати та пропонувати рішення для потенційних наслідків нових технологій;
4. активно заохочувати та підтримувати розвиток новітніх технологій, які вважаються такими, що мають достатньо ймовірну позитивну користь.